# Safe & Sound (bài hát của Taylor Swift)
"Safe & Sound" là một bài hát của ca sĩ kiêm nhạc sĩ sáng tác bài hát người Mỹ Taylor Swift hợp tác với bộ đôi ca sĩ người Mỹ The Civil Wars, nằm trong album nhạc phim của Đấu trường sinh tử (2012). Swift và The Civil Wars sáng tác bài hát cùng với nhà sản xuất âm nhạc T Bone Burnett. "Safe & Sound" là một ca khúc thuộc thể loại indie folk ballad, với phần biên khúc đơn giản gợi đến Americana, alternative đồng quê, và nhạc Appalachia. Lời bài hát kể về những tâm tư đồng cảm và lòng trắc ẩn của nhân vật chính Katniss Everdeen trong Đấu trường sinh tử với những nhân vật khác, bất chấp thực tế rằng cô đang đấu tranh với những người khác để sinh tồn trong cốt truyện. Swift đã thể hiện giọng hát chính trong "Safe & Sound" bằng kỹ thuật rung ngân âm vực cao, còn The Civil Wars thì thể hiện giọng hòa âm.
Big Machine Records phát hành "Safe & Sound" ở định dạng tải kỹ thuật số trên nền tảng iTunes Store vào ngày 26 tháng 12 năm 2011. Video âm nhạc "Safe & Sound" do Philip Andelman đạo diễn, được ghi hình tại Watertown, Tennessee và phát hành vào ngày 13 tháng 2 năm 2012. Các cây bút phê bình âm nhạc nhận xét rằng giai điệu bài hát mang cảm giác ám ảnh và kỳ lạ. Họ tán dương ca khúc về mặt sáng tác. "Safe & Sound" đã thắng hạng mục Ca khúc nhạc phim hay nhất tại giải Grammy lần thứ 55 vào năm 2013. Bài hát lọt vào top 40 và được chứng nhận đĩa đa Bạch kim tại Úc và Hoa Kỳ. Sau khi xảy ra vụ việc tranh chấp quyền sở hữu tác phẩm vào năm 2019, Swift quyết định tái thu âm "Safe & Sound" và phát hành với tên gọi "Safe & Sound (Taylor's Version)" vào ngày 17 tháng 3 năm 2023, thông qua Republic Records.

## Bối cảnh và phát hành

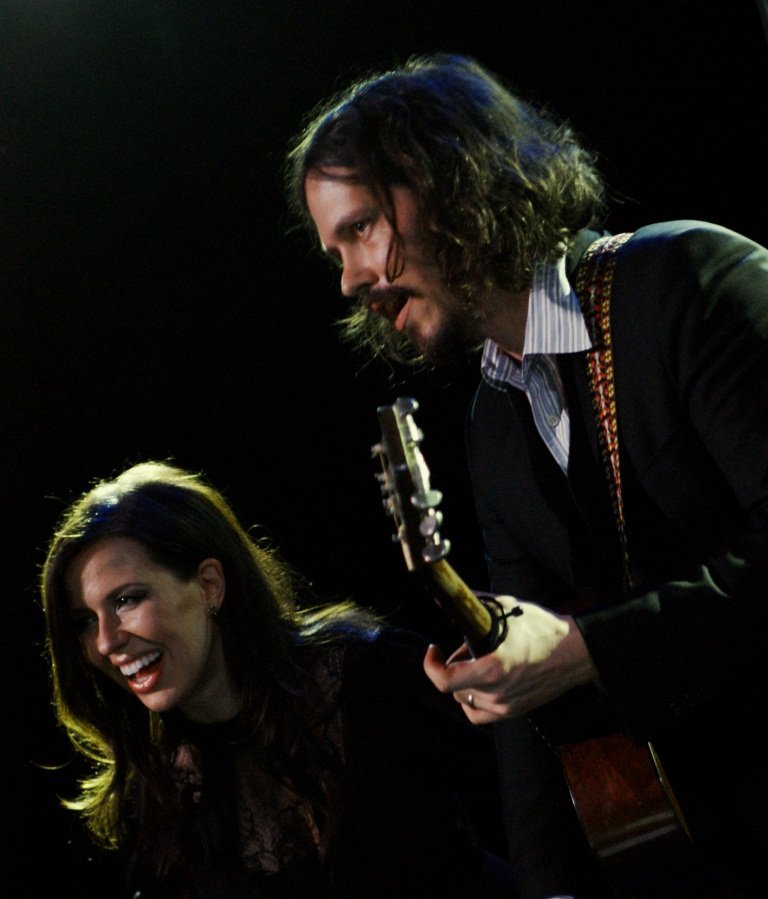
The Civil Wars (hình) đồng sáng tác và hát giọng hòa tấu trong "Safe & Sound".

T Bone Burnett đảm nhận công việc sản xuất album nhạc phim Đấu trường sinh tử (2012) với tên gọi The Hunger Games: Songs from District 12 and Beyond. Ông đã chiêu mộ nhiều nghệ sĩ tham gia sáng tác và thu âm các bài hát cho nhạc phim, trong đó có Taylor Swift và bộ đôi ca sĩ nhạc dân ca The Civil Wars gồm hai thành viên Joy Williams và John Paul White. Theo lời mời sau buổi hòa nhạc diễn ra tại Los Angeles vào mùa thu năm 2011, The Civil Wars đến nhà của Burnett và tại đây, họ hợp tác với Swift để sáng tác bài hát "Safe & Sound" trong một buổi làm việc kéo dài hai tiếng đồng hồ. Swift dành ra khoảng hai ngày để đọc tiểu thuyết để nắm được nội dung cốt truyện. Nội dung bài hát kể về tâm tư của nhân vật Katniss Everdeen. Vì Swift trước giờ đa phần sáng tác những ca khúc tự truyện bắt nguồn từ đời tư của bản thân nên cô cảm thấy mới lạ và thích thú khi chuyển sang sáng tác dựa trên góc nhìn của một nhân vật hư cấu. Thành viên Joy Williams bên The Civil Wars cho rằng cô đã có "một khoảng thời gian đầy tâm hồn, tự nhiên và hiệu quả đáng kinh ngạc" khi làm việc cùng Burnett. Ngoài ra, Williams còn bảo rằng cô và White rất vinh dự được hợp tác làm nhạc cùng với Burnett và Swift.
Ngày 26 tháng 12 năm 2011, Big Machine Records phụ trách phát hành "Safe & Sound" lên nền tảng tải nhạc số iTunes Store. Video âm nhạc của bài hát do Philip Andelman đạo diễn và được công chiếu trên MTV vào ngày 13 tháng 2 năm 2012. Các phân đoạn của video âm nhạc "Safe & Sound" được ghi hình tại một nghĩa trang, trong đó có cảnh Swift ngồi trên ngôi mộ của một cặp vợ chồng đã qua đời vào năm 1853. Trong video, Swift đi bộ bằng chân trần băng qua cánh rừng ở Watertown, Tennessee. Nữ ca sĩ diện một bộ váy đầm trắng dài đến hết phần chân. Xen giữa những phân cảnh là The Civil Wars ngồi trước lò sưởi bên trong một ngôi nhà nhỏ và hát theo ca khúc. Ngoài ra, video âm nhạc còn chứa nhiều hình ảnh liên quan đến phim Đấu trường sinh tử như Swift tìm thấy biểu tượng con húng nhại.

## Nhạc và lời
Burnett và nhà sản xuất Đấu trường sinh tử Lionsgate đều muốn sáng tác một ca khúc mang âm hưởng "mà nhạc Appalachia sẽ nghe như thế nào sau 300 năm nữa". Do vậy, "Safe & Sound" sở hữu phần nhạc nền dân gian đơn giản phù hợp với bối cảnh câu chuyện trong vùng Appalachia. Billboard phân thể loại cho bài hát là ballad dân gian. The Boot bảo rằng "Safe & Sound" thiên về dòng dân gian và Americana, Nhà báo Hannah Mylrea từ NME và biên tập viên Savannah Dantona cho tạp chí American Songwriter gán "Safe & Sound" là ca khúc indie folk, còn Monica Herrera bên Rolling Stone thì nhận diện phần nhạc nền khơi gợi thể loại alternative đồng quê.
Trên American Songwriter, Evan Schlansky cho rằng "Safe & Sound" là một ca khúc lệ thuộc vào "giai điệu tăng dần" và "được sáng tác với phần nốt tăng tiến". Swift diễn tả khí nhạc của Burnett là "một bài hát ru con", trong khi nhiều nhà phê bình thì gọi "Safe & Sound" là một bài hát u sầu, bí hiểm hoặc gây ám ảnh. Trong bài hát, Swift thể hiện giọng hát chính bằng kỹ thuật rung ngân với âm vực cao, trong khi The Civil Wars thì đóng vai trò làm nghệ sĩ giọng hòa âm cho ca khúc. Phần nhạc nền chỉ đơn giản được tạo bằng đàn guitar thép pedal và acoustic. Tris McCall của The Star-Ledger cảm nhận âm thanh giai điệu guitar acoustic "giòn" đến mức nghe có thể giống banjo. Về sau, các cây viết đánh giá nhận xét rằng phần nhạc dân gian của "Safe & Sound" chính là tiền đề để dựng nên hai album năm 2020 của Swift, Folklore và Evermore.
Về phần lời, theo lời của Swift là "Safe & Sound" kể về tâm tư đồng cảm và lòng trắc ẩn của nhân vật Katniss với những nhân vật khác ở những giai đoạn cốt truyện khác nhau. Nữ ca sĩ bảo rằng, "Ban đầu tôi đã tưởng [tiểu thuyết] đó hoàn toàn thuộc thể loại hành động–phiêu lưu, nhưng thực sự ra thì lại mang nhiều tình cảm hơn thế. Trong đó có rất nhiều nỗi buồn." Theo người điều hành marketing cho bộ phim, "Safe & Sound" khơi gợi phút giây Katniss nhận ra đồng minh và người bạn Rue của mình đã bị giết. Người kể chuyện bảo những người thân yêu của cô hãy trốn đi vì "the war outside our door keeps raging on". Cô ngày càng có ý thức bảo vệ những người thân quý của mình và van nài họ: "Hold on to this lullaby even when the music’s gone." Mặc dù mang giai điệu tổn thương và khủng khiếp nhưng Christopher John Farley từ The Wall Street Journal cảm nhận lời bài hát vẫn mang lại cảm giác "an ủi" qua ca từ: "Just close your eyes / The sun is going down / You'll be alright / No one can hurt you now." Cây viết Jonathan Keefe trực thuộc tạp chí Slant Magazine chỉ ra rằng mặc dù người kể chuyện đang nuôi hy vọng cho ngày mai tốt đẹp hơn nhưng chính đoạn drop trong khí nhạc ở phần hook đã gợi lên cảm tưởng rằng người kể chuyện không tin tưởng là sẽ xảy ra.

## Đánh giá chuyên môn và thành tựu
"Safe & Sound" nhận được đa phần những đánh giá tích cực từ những nhà phê bình âm nhạc sau khi ra mắt. Heather Phares từ AllMusic công nhận đây là ca khúc "quan trọng nhất" trong nhạc phim Đấu trường sinh tử. Cây bút tạp chí Jody Rosen của Rolling Stone chấm bài hát bốn trên năm sao và khen ngợi đây là "bản ballad hay nhất" của Swift, qua đó cho thấy nữ ca sĩ đã đổi mới tính nghệ thuật của bản thân. Jason Lipshutz chấp bút cho Billboard cũng đồng tình quan điểm và cảm nhận "Safe & Sound" là một "bản thánh ca không phải của Swift mà  chất chứa tính dân dã của nhạc phim", còn Tris McCall bên The Star-Ledger thì bảo rằng "âm nhạc của cô ấy đang ngày càng đầy rủi ro nguy hiểm". Darren Franich của Entertainment Weekly và Marc Hogan viết cho Spin nhận định rằng "Safe & Sound" là một ca khúc tách rời khỏi âm thanh đại chúng lãng mạn thông thường trong danh mục ca nhạc của Swift. Franich khen ngợi Swift và The Civil Wars đã gây nên một bầu không khí cho thấy bộ phim Đấu trường sinh tử cũng đem lại cảm giác "gian nan và niềm chân thành" giống như sách tiểu thuyết. Hogan thì bảo rằng lúc đầu tuy anh thất vọng vì Swift thiếu đi "âm thanh pop tức thì thông thường và giọng ca sáng tác bài hát lanh lảnh" nhưng "Safe & Sound" về sau hóa ra lại gây mãn nhãn và chứa đựng giọng hát "tuyệt vời khủng khiếp" của nữ ca sĩ. Lúc nhận xét album nhạc phim trên tờ Slant Magazine, Jonathan Keefe tán dương nhạc nền do Burnett sản xuất đã mang đến "vẻ nghiêm nghị chân thực".
"Safe & Sound" vẫn tiếp tục duy trì những đánh giá tích cực từ các bài nhận định sau này. Năm 2020, Mike Wass đến từ website Idolator ca tụng bài hát ở phần phối khí "thưa thớt", "giọng ca đầy hơi thở" của Swift và "lời ca hăm he đóng vai trò làm bằng chứng cho thấy tính linh hoạt trong sáng tác ca khúc của cô ấy". Wass bảo rằng "Safe & Sound" đáng lý ra nên đạt được thành công thương mại vang dội hơn nữa. Tháng 6 năm 2022, Insider vinh danh "Safe & Sound" là ca khúc nhạc phim xuất sắc nhất của Swift. Nhà báo Nate Jones trực thuộc Vulture tán tụng bài hát là "nhạc phim hay nhất" của Swift và khen ngợi giọng hát rung ngân vượt ngoài phạm vi hát thông thường của cô. Cộng tác viên lâu năm Rob Sheffield cho Rolling Stone đồng tình rằng: "Cô ấy đã khám phá ra được vách nứt trong giọng hát mà cô ấy chưa bao giờ khai thác từ trước." Biên tập viên Hannah Mylrea đến từ báo NME diễn tả "Safe & Sound" bằng hai từ "rất hay" và "đầy mê hoặc", trong khi các nhân viên của Billboard thì xếp ca khúc vào danh sách 100 bài hát hay nhất của Swift và nhận định rằng: "Đây là một vài trong các bản nhạc phim đầu thập niên 2010 xuất sắc nhất của cô ấy, cho thấy tầm vóc nghệ thuật làm nhạc của Swift đang mở rộng ngày càng nhanh giống như sự trưởng thành trong sáng tác nhạc của cô ấy vậy." Savannah Dantona soạn bài viết cho tờ American Songwriter công nhận "Safe & Sound" là màn hợp tác xuất sắc thứ nhì của Swift sau "Me!" (2019), bảo rằng bài hát đã "giúp bộ phim trở nên lưu danh muôn thuở bằng bản ballad tuyệt vời và đầy cảm hứng từ Americana".
Tại giải thưởng Hiệp hội Âm nhạc đồng quê năm 2012, "Safe & Sound" được đề cử ở hạng mục Sự kiện âm nhạc của năm nhưng trượt sau "Feel Like a Rock Star" của Kenny Chesney và Tim McGraw. Đến giải thưởng Âm nhạc CMT năm 2012, bài hát được đề cử ở hạng mục Video của năm và Video hợp tác của năm, tất cả đều trượt vào "Good Girl" của Carrie Underwood và "Remind Me" của Brad Paisley và Underwood. "Safe & Sound" được đề cử Ca khúc trong phim hay nhất tại giải Quả cầu vàng lần thứ 70, và giải này thuộc về "Skyfall" của Adele. Tại giải Grammy lần thứ 55, "Safe & Sound" được đề cử Trình diễn đồng quê xuất sắc nhất của bộ đôi/nhóm nhạc và trượt giải vào "Pontoon" của Little Big Town, nhưng lại thắng hạng mục Ca khúc nhạc phim hay nhất.

## Diễn biến thương mại
Sau khi phát hành được một thời gian, "Safe & Sound" mở màn và đạt hạng cao nhất là vị trí thứ 30 trên bảng xếp hạng Billboard Hot 100 Hoa Kỳ với tổng cộng 136.000 bản nhạc số đã được tiêu thụ trong tuần đầu tiên. Vào tháng 8 năm 2014, bài hát được Hiệp hội Công nghiệp Ghi âm Hoa Kỳ (RIAA) chứng nhận đĩa Bạch kim kép. Tính tới tháng 11 năm 2017, "Safe & Sound" đã bán được 1,9 triệu bản tại Hoa Kỳ. Bên phía Canada, ca khúc lọt vào bảng xếp hạng Canadian Hot 100 vào tháng 1 năm 2012 và vươn lên cao nhất ở vị trí 31.
"Safe & Sound" còn lọt vào nhiều bảng xếp hạng tại các vùng nói tiếng Anh khác nhau. Bài hát đạt hạng 67 trên bảng xếp hạng UK Singles Chart cùng với chứng nhận đĩa Bạc từ British Phonographic Industry (BPI). Phía châu Đại Dương, "Safe & Sound" đạt hạng 38 tại ARIA Singles Chart của Úc và hạng 11 trên RMNZ Singles Chart của New Zealand. Tháng 1 năm 2024, ca khúc được chứng nhận Bạch kim kép từ Hiệp hội Công nghiệp ghi âm Úc (ARIA).

## Biểu diễn trực tiếp

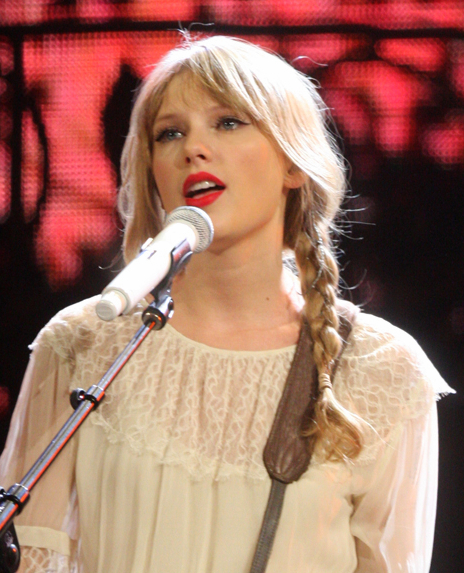
Swift trình diễn "Safe & Sound" ở chặng Úc tại Speak Now World Tour vào tháng 3 năm 2012.

Swift và The Civil Wars lần đầu trình diễn trực tiếp "Safe & Sound" tại buổi hòa nhạc Nashville vào tháng 1 năm 2012. White đánh đàn guitar, còn Swift và Williams thì hát các phân đoạn của họ. Tại chặng Úc của Speak Now World Tour tháng 3 năm 2012, Swift đưa "Safe & Sound" vào danh sách tiết mục lưu diễn và trình diễn đơn ca bài hát này. Khi đó, Swift vừa biểu diễn bài hát vừa ngồi trên ghế. Cô diện "bộ váy lấp lánh và dài đến chạm sàn" mà theo như lời Brittany Cooper trên tờ Taste of Country, là giống như kiểu phong cách ăn mặc của nhân vật Belle từ phim hoạt hình Người đẹp và quái vật (1991) của Disney. Cooper tỏ ra thích thú trước màn trình diễn và viết rằng "[Swift] đã đem đến bài hát cùng bầu không khí kỳ lạ và hòa trộn điều huyền bí đó vào trong tiết mục mà bạn mong đợi từ một bản ballad đầy ám ảnh." Tuy nhiên, nhà báo Duncan Grieve từ The New Zealand Herald lại chê bai "Safe & Sound" và "Dear John" là những tiết mục yếu ớt nhất của chuyến lưu diễn do âm thanh "ballad lè nhè" của hai bài hát đó.
Ở The Red Tour vào tháng 5 năm 2013, Swift trình diễn "Safe & Sound" tại các buổi hòa nhạc ở Philadelphia và Austin. Tháng 11 năm 2023, ở đêm diễn thứ hai tại São Paulo trong khuôn khổ The Eras Tour, Swift đánh đàn "Safe & Sound" làm "bài hát bất ngờ" trong danh sách tiết mục.

## Bảng xếp hạng
| Bảng xếp hạng (2011–2012)             | Vị trí cao nhất |
| ------------------------------------- | --------------- |
| Úc (ARIA)                             | 38              |
| Bỉ (Ultratip Flanders)                | 62              |
| Canada (Canadian Hot 100)             | 31              |
| New Zealand (Recorded Music NZ)       | 11              |
| Ba Lan (Dance Top 50)                 | 44              |
| Hàn Quốc International Singles (Gaon) | 42              |
| Anh Quốc (OCC)                        | 67              |
| Hoa Kỳ Billboard Hot 100              | 30              |

## Chứng nhận
| Quốc gia                                                    | Chứng nhận  | Số đơn vị/doanh số chứng nhận |
| ----------------------------------------------------------- | ----------- | ----------------------------- |
| Úc (ARIA)                                                   | 2× Bạch kim | 140.000‡                      |
| Brasil (Pro-Música Brasil)                                  | Vàng        | 30.000‡                       |
| Anh Quốc (BPI)                                              | Bạc         | 200.000‡                      |
| Hoa Kỳ (RIAA)                                               | 2× Bạch kim | 2.000.000‡                    |
| ‡ Chứng nhận dựa theo doanh số tiêu thụ và phát trực tuyến. |             |                               |

## "Safe & Sound (Taylor's Version)"
Ngày 17 tháng 3 năm 2023, Swift phát hành bản tái thu âm của "Safe & Sound" với tên gọi  "Safe & Sound (Taylor's Version)" thông qua hãng đĩa Republic Records. Ca khúc thuộc kế hoạch tái phát hành của Swift sau cuộc tranh chấp quyền sở hữu tác phẩm của cô vào năm 2019, do nhà quản lý tài năng Scooter Braun mua lại Big Machine Records và chiếm giữ bản thu gốc sáu album đầu của Swift tại hãng. Nhờ cách này mà Swift mới có thể lấy lại toàn quyền tự do cấp phép và phát hành thương mại các ca khúc, cũng như thay thế những bản thu cũ tại Big Machine.
"Safe & Sound (Taylor's Version)" trở thành ca khúc đơn lẻ không album được phát hành dưới dạng phát nhạc trực tuyến và tải kỹ thuật số. Bài hát được cho vào album tổng hợp phát trực tuyến với tên gọi The More Red (Taylor's Version) Chapter. Do The Civil Wars đã tan rã từ năm 2014 nên tên của hai thành viên Joy Williams và John Paul White được ghi công hợp tác trong bản tái thu âm. Thậm chí, họ còn thực hiện thu âm các phân đoạn bài hát một cách riêng lẻ. Will Hodgkinson từ The Times bảo rằng "Safe & Sound (Taylor's Version)" đã đem lại "cảm giác thân mật, ấm cúng giống như ở nhà".

### Đội ngũ
Thông tin phần ghi công được lấy từ Tidal.
- Taylor Swift – giọng hát, sáng tác, sản xuất
- Joy Williams – giọng hát, sáng tác
- John Paul White –  giọng hát, sáng tác bài hát, guitar acoustic
- Christopher Rowe – sản xuất, kỹ thuật giọng hát
- Paul Mirkovich – sản xuất, giám đốc sản xuất, kỹ thuật bổ sung, synthesizer
- T Bone Burnett – sáng tác
- Nate Morton – trống
- Alexander Sasha Krivtsov – guitar bass acoustic
- Max Bernstein – guitar thép pedal
- Derek Garten – trộn âm, kỹ thuật, chỉnh sửa
- Travis Ference – kỹ thuật thu âm, chỉnh sửa
- Jeff Fitzpatrick – hỗ trợ kỹ thuật thu âm
- Justin Derrico – hỗ trợ kỹ thuật
- Randy Merrill – master

### Bảng xếp hạng
| Bảng xếp hạng (2023)                              | Vị trí cao nhất |
| ------------------------------------------------- | --------------- |
| Canada Digital Song Sales (Billboard)             | 8               |
| New Zealand Hot Singles (RMNZ)                    | 14              |
| Anh Quốc Download (OCC)                           | 16              |
| Anh Quốc Singles Sales (OCC)                      | 16              |
| Hoa Kỳ Bubbling Under Hot 100 Singles (Billboard) | 4               |
| Hoa Kỳ Digital Song Sales (Billboard)             | 5               |